# Krytyczny kąt natarcia

Wykres współczynnika siły nośnej w funkcji kąta natarcia.

Krytyczny kąt natarcia – w aerodynamice, kąt natarcia przy którym współczynnik siły nośnej osiąga maksimum.